# Cantonul Le Cannet
Cantonul Le Cannet este un canton din arondismentul Grasse, departamentul Alpes-Maritimes, regiunea Provence-Alpes-Côte d'Azur, Franța.

## Comune
- Le Cannet (parțial)